# DivX
DivX se refiere a un conjunto de productos de software desarrollados por DivX, Inc. para los sistemas operativos Windows y Mac OS, el más representativo es el códec por lo que la mayoría de las personas se refieren a este cuando hablan de DivX. Inicialmente era solo un códec de vídeo, un formato de vídeo comprimido, basado en los estándares MPEG-4. 
Comenzó a desarrollarse como un formato para la transmisión de la televisión digital mediante el estándar MPEG-4, aunque su potenciación y expansión, se vio con el surgimiento de los sistemas multimedia en internet, pero pronto quedó relegado —debido al gran tamaño de los ficheros— por otros formatos[cita requerida] propietarios como el WMV de Microsoft, el QuickTime de Apple o el Real de RealNetworks, todos ellos de menor tamaño, ideales para vídeo bajo demanda y por su par libre, el códec Xvid que logra una mejor calidad de imagen y que se ha popularizado gracias a ser un proyecto de código libre y su gran calidad.

## Origen
Técnicamente, DivX es un formato de vídeo que funciona sobre los sistemas operativos Windows, MacOS y GNU/Linux actuales y que, combinado con la compresión de audio MP3, consigue una alta calidad de imagen superior a la del VHS con un caudal inferior a 1 Mbit/s.
Su auge se produjo con la llegada de las películas en CD-ROM, que se codificaban con este códec para el vídeo y otro para el audio (generalmente MP3) ocupando unos 700 megabytes -el tamaño máximo que se puede almacenar en un CD-ROM de 80 minutos-, ya que el coste del CD-ROM (tanto del dispositivo como de las unidades para reproducirlo o duplicarlo) eran sensiblemente inferiores.

## Historia

### Primeros años
Inicialmente DivX en sus versiones 3.11 Alpha y posteriores 3.xx era como se denominaba una versión crackeada del códec de Microsoft para MPEG-4 Versión 3 de la herramienta Windows Media Tools 4 codecs.<0><1> El craqueo del código fue llevado a cabo por un cracker francés, Jerome Rota (conocido como Gej), y otro alemán llamado Max Morice, los cuales decidieron realizar ingeniería inversa después de que el primero tuviese problemas para reproducir con Windows Media Player el currículum y portfolio que había codificado con él.

### DivX Inc
En 2000, Jordan Greenhall y Jerome Rota forman una compañía llamada DivXNetworks Inc. que sería renombrada en 2005 a Divx Inc. para rehacer el códec Divx sin infringir ninguna patente ni derechos de autor. De esta forma surgió el proyecto de código abierto OpenDivX desarrollado por trabajadores de la compañía y algunos internos, aunque el proyecto finalmente se estancó.
A principios de 2001 un empleado llamado "Sparky" escribió una nueva versión del algoritmo de codificación llamada "encore2", el código fue incluido durante poco tiempo en el repositorio público pero fue repentinamente borrado. La compañía abandonaría este proyecto y basándose en este "encore2" lanzaría DivX 4.0 como software propietario, alegando que "la gente quería un Winamp, no un Linux". En este momento surgió el fork (división) Xvid basándose en la última versión publicada de "encore2", aunque ya ha sido borrado todo el código de OpenDivX y el nuevo código se ha liberado utilizando la licencia libre GPL.
Divx Inc. ha seguido trabajando en el códec y ha lanzado nuevas versiones (la última fue la 7 en 2009), aunque también está centrada en la creación de nuevos formatos, códecs futuros y otro software relacionado, como DivX Player, DivX Web Player, DivX Subtitles, DivX Media Format, Dr. Divx, etc.

## Stage6
Stage6 era un sitio para buscar y compartir vídeos lanzado por DivX Inc. en 2006 e inhabilitado el 29 de febrero de 2008 por falta de financiación de DivX Inc. Nunca salió de su estado beta. Stage6 fue un sitio de características similares a YouTube ya que permitía streaming de vídeo y la subida de contenido, de hasta 2 GB, por cualquiera que se haya registrado. 
La característica principal es que los vídeos de Stage6 estaban comprimidos en DivX, a diferencia de la mayoría que lo hace en formato Flash Video; esto permitía vídeos de alta calidad.
Un día después de su cierre, Stage6 sugiere utilizar Veoh, una página similar.